# Prefetti della provincia di Catanzaro
Questa voce contiene un elenco completo dei prefetti della provincia di Catanzaro dal 1816.

## Regno delle Due Sicilie

### Intendenti di Catanzaro
- Francesco Saverio De Rogatis (1806 - 1807)
- Giuseppe De Thomais (1807 - 1810)
- Pietro Coletta (1810 - 1812)
- Giacinto Martucci (1812 - 1814)
- Francesco Saverio Petroni (1814 - 1818)
- Gaetano Vestini (1818 - 1822)
- Ferdinando Cito (1822)
- Pasquale Caracciolo (1822 - 1823)
- Gaetano Capece Minutolo (1823 - 1827)
- Pietro Altimari (1827 - 1829)
- Giuseppe De Liguoro (1829 - 1838)
- Gaetano Starabba (1838 - 1843)
- Giovanni Cenni (1843 - 1848)
- Vincenzo Marsico Barone (1848)
- Salvatore Ferrari (1848 - 1849)
- Francesco Galdi (1849 - 1852)
- Francesco Morelli (1852 - 1857)
- Leonardo Morelli (1857 - 1859)
- Francesco Viti (1859 - 1860)

### Governatori di Catanzaro
- Gianbattista Colaianni (1860)
- Leonardo La Russa (1860)
- Antonio Greco (1860)
- Vincenzo Stocco (1860 - 1861)

## Regno d'Italia
- Gaetano Cammarotta (1861)
- Decoroso Sigismondi (1861 - 1862)
- Antonino Plutino (1862)
- Emilio Cler (1862 - 1863)
- Niccolò Cusa (1863)
- Francesco Homodei (1864 - 1866)
- Antonio Malusardi (1866 - 1868)
- Federico Alvigini (1868)
- Niccolò Petra (1868 - 1870)
- Bartolomeo Casalis (1870 - 1872)
- Giacomo Ferrari (1872 - 1873)
- Giuseppe Sensalis (1873 - 1876)
- Giuseppe Rossi (1876)
- Antonio Malusardi (1876)
- Gaetano Coffare (1876 - 1877)
- Giuseppe Colucci (1877 - 1881)
- Quintino Movizzo (1881 - 1887)
- Vincenzo Colmayer (1887)
- Alfonso Gentile (1887 - 1890)
- Davide Carlotti (1891 - 1892)
- Diego Giorgetti (1892 - 1893)
- Luigi Bettioli (1893 - 1895)
- Michele Morelli (1895 - 1896)
- Pietro Veyrat (1896 - 1898)
- Augusto Borselli (1898 - 1899)
- Vincenzo Bevilacqua (1899 - 1902)
- Amedeo Nasalli Rocca (1902 - 1903)
- Fausto Aphel (1903)
- Raffaele Orso (1903 - 1905)
- Giovanni Facciolati (1905 - 1906)
- Carlo Chiaro (1906 - 1907)
- Diodato Sansone (1907 - 1909)
- Luigi Zazo (1909 - 1911)
- Mario Furgivele (1911 - 1912)
- Cesare Gallotti (1912 - 1914)
- Nicola De Bernardinis (1914 - 1915)
- Alfredo Ferrara (1915 - 1916)
- Mauro Michele Bertone (1916 - 1919)
- Pietro Carpani (1919 - 1920)
- Giuseppe Masi (1920 - 1921)
- Ettore Porro (1921 - 1924)
- Raffaele Rocco (1924 - 1925)
- Cesare Giovara (1925)
- Federico Fusco (1925 - 1926)
- Pasquale Randone (1926 - 1929)
- Salvatore Strano (1929 - 1930)
- Giulio Mario Limongelli (1930 - 1931)
- Francesco Benigni (1931)
- Samuele Pugliese (1931 - 1932)
- Tommaso Ciampani (1932 - 1934)
- Gaetano Adolfo Contegiacomo (1934 - 1935)
- Salvatore De Luca (1935 - 1937)
- Aldo Cavani (1937 - 1939)
- Stefano Bussetti (1940 - 1942)
- Luciano Di Castri (1942 - 1943)
- Pietro Monzoni (1943 - 1944)
- Battista Pontiglione (1944)
- Giuseppe Soldaini (1944 - 1945)
- Federico Solimena (1945 - 1947)

## Repubblica italiana
- Manlio Binna (1947 - 1949)
- Adolfo Rodano (1949 - 1950)
- Francesco Diana (1950 - 1951)
- Luigi Pianese (1951 - 1953)
- Luigi Ferrara (1953 - 1956)
- Giovanni Nicosia (1956 - 1958)
- Francesco De Lorenzo (1958 - 1959)
- Giovanni Ravalli (1959 - 1961)
- Anton Claudio Galateo (1961 - 1964)
- Walfrido Zafarana (1964 - 1966)
- Luigi Bellazzi Monza (1966 - 1969)
- Federico Mastrolilli (1969 - 1974)
- Giuseppe Basile (1974 - 1975)
- Ugo Genzardi (1975 - 1978)
- Eugenio Panetta (1978 - 1981)
- Francesco Salvatore Miceli (1981 - 1985)
- Nicola Bosa (1985 - 1986)
- Carlo Cardamone (1986 - 1988)
- Gianfranco Corrias (1988 - 1989)
- Domenico Salazar (1989 - 1991)
- Roberto Sorge (1991 - 1993)
- Vito Melchiorre (1993)
- Giuseppe Capriulo (1993 - 1995)
- Francesco Stranges (1995 - 1997)
- Vincenzo Gallitto (1997 - 2000)
- Corrado Catenacci (2000 - 2003)
- Alberto Di Pace (2003 - 2005)
- Enrico Laudanna (2006 - 2007)
- Salvatore Montanaro (2007 - 2008)
- Sandro Calvosa (2008 - 2009)
- Giuseppina Di Rosa (2010)
- Antonio Reppucci (2010 - 2013)
- Raffaele Cannizzaro (2013 - 2015)
- Luisa Latella (2015 - 2018)
- Francesca Ferrandino (2018 - 2020)
- Maria Teresa Cucinotta (2020 - 2022)
- Enrico Ricci (dal 5 dicembre 2022)